# ファン・サーヴィス［bitter］
『Fan Service［bitter］』（ファン・サービス・ビター）は、日本のテクノポップユニット、Perfumeの初の映像作品である（CD付属のDVDは除く）。
2007年3月14日に完全生産限定盤（TKBA-1102）、2008年2月13日にNormal EditionのDVD版（TKBA-1112）が発売された。その後、過去にリリースした6作のDVDが2013年8月14日にBlu-ray Disc化された際、本作もNormal EditionのBlu-ray Disc版（TKXA-1010）が発売されている。
完全生産限定盤には写真集が付属し、Blu-ray Discの初回プレス分には“オリジナルDVDジャケット”ステッカーが封入されている。
Normal EditionのDVD版は同時発売のボックス・セット『Fan Service〜Prima Box〜』のボックス内に収納できる。

## 収録曲
2006年12月21日に、原宿アストロホールで行われたライブ『Perfume presents 〜Perfumeがいっぱいサンタ呼んじゃいました♪〜』の映像や、オフショットなどが収録されている。
1. エレクトロ・ワールド
2. おいしいレシピ
3. コンピューターシティ
4. リニアモーターガール
5. モノクロームエフェクト
6. スーパージェットシューズ
7. Perfumeメドレー 
(0.OMAJINAI★ペロリ)〜イントロの一部のみ
1.ビタミンドロップ
2.イミテーションワールド
3.カウンターアトラクション
4.彼氏募集中
5.ジェニーはご機嫌ななめ
(6.OMAJINAI★ペロリ)〜アウトロの一部のみ
8. （オフショット）
9. パーフェクトスター・パーフェクトスタイル
10. コンピュータードライビング
11. スウィートドーナッツ
12. Perfume
アンコール
13. Twinkle Snow Powdery Snow
14. wonder2